# Neufvy-sur-Aronde
Neufvy-sur-Aronde é uma comuna francesa na região administrativa de Altos da França, no departamento de Oise. Estende-se por uma área de 7,31 km². Em 2010 a comuna tinha 283 habitantes (densidade: 38,7 hab./km²).